# Галкувек
Галкувек (пол. Gałkówek) — пассажирская и грузовая железнодорожная станция в селе Галкув-Дужы в гмине Колюшки, в Лодзинском воеводстве Польши. Имеет 2 платформы и 2 пути.
Станция была построена под названием «Галкувєкъ» в 1866 году, когда эта территория была в составе Царства Польского.
Теперь станция Галкувек обслуживает перевозки на линиях: 
- Лодзь-Фабричная — Колюшки,
- Лодзь-Калиская — Дембица.